# Леркари, Джованни Баттиста (1507)
Джованни Баттиста Леркари (итал. Giovanni Battista Lercari; Генуя, 1507 — Генуя, 1592) — дож Генуэзской республики.

## Биография

### Ранняя жизнь
Сын Стефано Леркари и Марии Джустиниани, родился в Генуе, вероятно, около 1507 года. Получил хорошее гуманитарное образование и уже в 22 года стал консулом Республики Генуя в Палермо. В 1529 году, через год после восстановления независимости Генуи усилиями адмирала Андреа Дориа, Джованни Баттиста был назначен капитаном и, следовательно, ответственным за оборону и военную структуру генуэзского государства. 25 октября того же года он был назначен представителем Генуи на коронации Карла V в Болонье в качестве нового императора Священной Римской империи. 
В период "вооруженного перемирия" между Францией и Испании Джованни Баттиста занимался дипломатией, в частности, участвовал между 1532 и 1534 года в урегулировании спора о блокированных Францией генуэзских торговых маршрутах. На встрече в ноябре 1533 года в Марселе, в присутствии короля Франциска I, папы Климента VII и генуэзского банкира Бенедетто Вивальди, Леркари, казалось, достиг соглашения между сторонами, но в результате переговоры были сорваны из-за неопределенной позиции французского короля. В 1535 году он был отправлен в качестве посла в Мадрид, где пытался обеспечить интересы Генуи в конфликте между двумя великими нациями.
До своего назначения дожем Леркари занимал различные должности в Республике, в частности, члена Совета управляющих, ответственного за прием в Генуе иностранных правителей.

### Правление
191 голосами из 300 Леркари был избран 7 октября 1563 года новым дожем Генуи.
Конфликт между "новой знатью" во главе с семьей Дориа и "старой знатью" во главе с бывшим дожем Джованни Баттистой Чикала Дзоальи в период правления Леркари несколько утих, ввиду смерти Андреа Дориа и внутренних споров между аристократами после подавления восстания на Корсике. В эти годы в Генуе побывали такие известные для своего времени личности, как вице-король Испании дон Гарсия Альварес де Толедо-и-Осорио, герцог Альбукерке Габриэль де ла Куэва, маркиз Пескары Д'Авалос или кардинал из Аугсбурга Отто фон Вальдбург.
Решительность и независимость дожа Леркари вызывали раздражение знати, кроме того, его упрекали в чрезмерной любви к роскоши, что стало причиной конфликта внутри Синдикатории - органа, оценивавшего итоги работы дожа. Двое из пяти членов этого органа (из "новой знати", среди них был будущий дож Просперо Чентурионе Фаттинанти) проголосовали за назначение Леркари пожизненным прокурором в знак признания его заслуг, но остальные трое (из "старой знати", недовольной политикой дожа и обвинявшей его в растратах) проголосовали против. В письме от 5 февраля 1566 года уже бывший дож Леркари ответил на обвинения, ссылаясь на то, что прием иностранных гостей способствует поддержанию авторитета республики, а траты на открытие больниц и школ он нередко покрывал собственными деньгами. Через месяц, не получив ответа, он отправил в Синдикаторию новое письмо с возражениями и объяснениями своих действий и с просьбой приложить документальные сведения по поводу обвинений в его адрес. 28 марта 1566 года Синдикатория вновь признала итоги деятельности Леркари на посту дожа неудовлетворительными и отказала в назначении на высокие посты.

### Смерть сына и отъезд из Генуи
Уже потеряв старшего сына Джованни Джироламо, бывшего дожа Леркари и его жену Марию Империале ожидала еще одна утрата. После выступления в Сенате Луки Спинолы (дожа в 1551-1553 годах), в котором тот отрицательно оценил деятельности Леркари, назвав его "разрушителем республиканской свободы", сын Леркари Джованни Стефано, движимый жаждой мести, нанял убийцу для убийства Спинолы. Однако убийца ошибся и убил бывшего дожа Аугустино Пинелло Ардименти, который шел рядом с Лукой Спинолой, а того лишь ранил.
Открытие раскрытия имени заказчика убийства родители Джованни Стефано были задержаны и доставлены в тюрьму, так как их сначала считали пособниками или подстрекателями убийства. Вскоре они были освобождены. 13 декабря 1566 года Джованни Стефано был арестован, под пытками дал признательные показания и был обезглавлен 22 февраля 1567 года в башне Гримальдина во Дворце дожей.
После гибели последнего сына Леркари с женой покинул Геную и 10 лет жил в Тунисе, Неаполе и Испании, при дворе Филиппа II, где, по-видимому, занимал государственные должности. Супруги вернулась в Геную в 1574 году, и Леркари сопровождал эрцгерцога Хуана Австрийского на встрече с дожем Джакомо Дураццо Гримальди.

### Последние годы
Леркари, вернувшись в Геную, предложил своё посредничество, чтобы найти компромисс среди участников восстания, разразившегося в 1575 году между различными группировками "новой" и "старой" знати после отмены так называемого "закона garibetto" по инициативе Андреа Дориа. 6 июня того же года он был назначен послом Республики при дворе Филиппа II, что позволило генуэзцам восстановить былые торговые связи с Испанией.
20 апреля 1589 года 82-летний Леркари был послан вместе с Агостино Саули на Корсику для решения проблем, связанных с поставками пшеницы в Геную. В тому времени уже овдовевший Леркари умер в 1592 году в Генуе, оставив единственной своё наследницей дочь Пеллину, жену Джованни Мария Спинолы. В своем завещании он также даровал 6000 генуэзских лир беднякам города.
Тело бывшего дожа было погребено в часовне Богоматери в аббатстве Сан-Николо-дель-Боскетто в пригороде Корнильяно, где уже находились останки его жены и двух сыновей.